# Nembrotha kubaryana
Nembrotha kubaryana är en snäcka i ordningen nakensnäckor och beskrevs för första gången 1877 av läkaren Rudolph Bergh.

## Beskrivning
Denna nakensnäcka kan nå en längd över 12 cm och är relativt stor. Oftast blir den mellan 6 och 8 cm lång, och är långsmal i formen. Utseendet varierar mellan individer, eftersom de absorberar färgämnen från födan. Därför kan olika nyanser och färgpaletter skilja sig mellan individer, populationer och områden. Kroppen är svart, med ett mönster av grönturkosa linjer, som löper vågrätt längs med kroppens sidor. Ibland kan de ha gröna fläckar och även orange linjer. Ofta förekommer en förgrenad, köttig struktur på ryggen, svartgrön färgad och med ett mossliknande utseende. Undersidan, den så kallade ”foten” är klart, orangefärgad, liksom en del av rhinoporerna, de antennliknande strukturerna.  Vissa individer kan ha inslag av lila kulör. 

## Ekologi
Arten förekommer ofta vid laguner och atoller och på ett djup av 10–35 meter. Nembrotha kubaryana livnär sig på sjöpungar. De föredrar sjöpungar av arten Sigillina signifera. En del sjöpungar innehåller gift, som nakensnäckan kan lagra i form av ett slem som täcker kroppsytan och fungerar som effektivt skydd mot predatorer. För det mesta syns bara en eller två individer äta på en och samma sjöpung, att se många individer nära varandra samtidigt är en ovanlig företeelse. De är hermafroditer, tvåkönade, liksom lungsnäckor.

## Utbredning
Nembrotha kubaryana förekommer i västra havsområdet mellan Indiska oceanen och Stilla havet. 

## Trivia
Tidigare förekom två olika vetenskapliga namn: Nembrotha kubaryana och Nembrotha nigerrima, även om det första namnet numera helt klassat ut det senare.

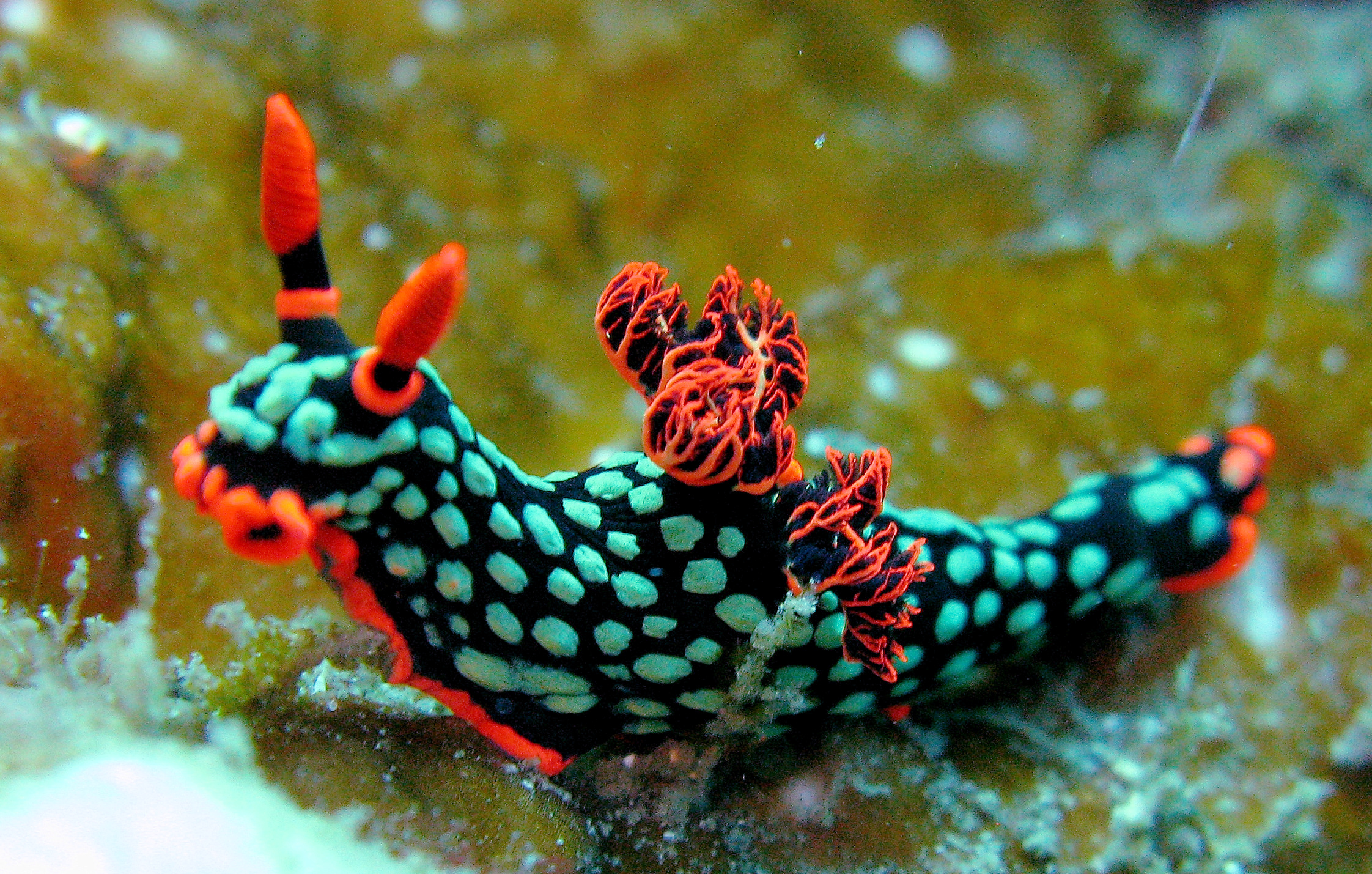
Individ med fläckigt mönster
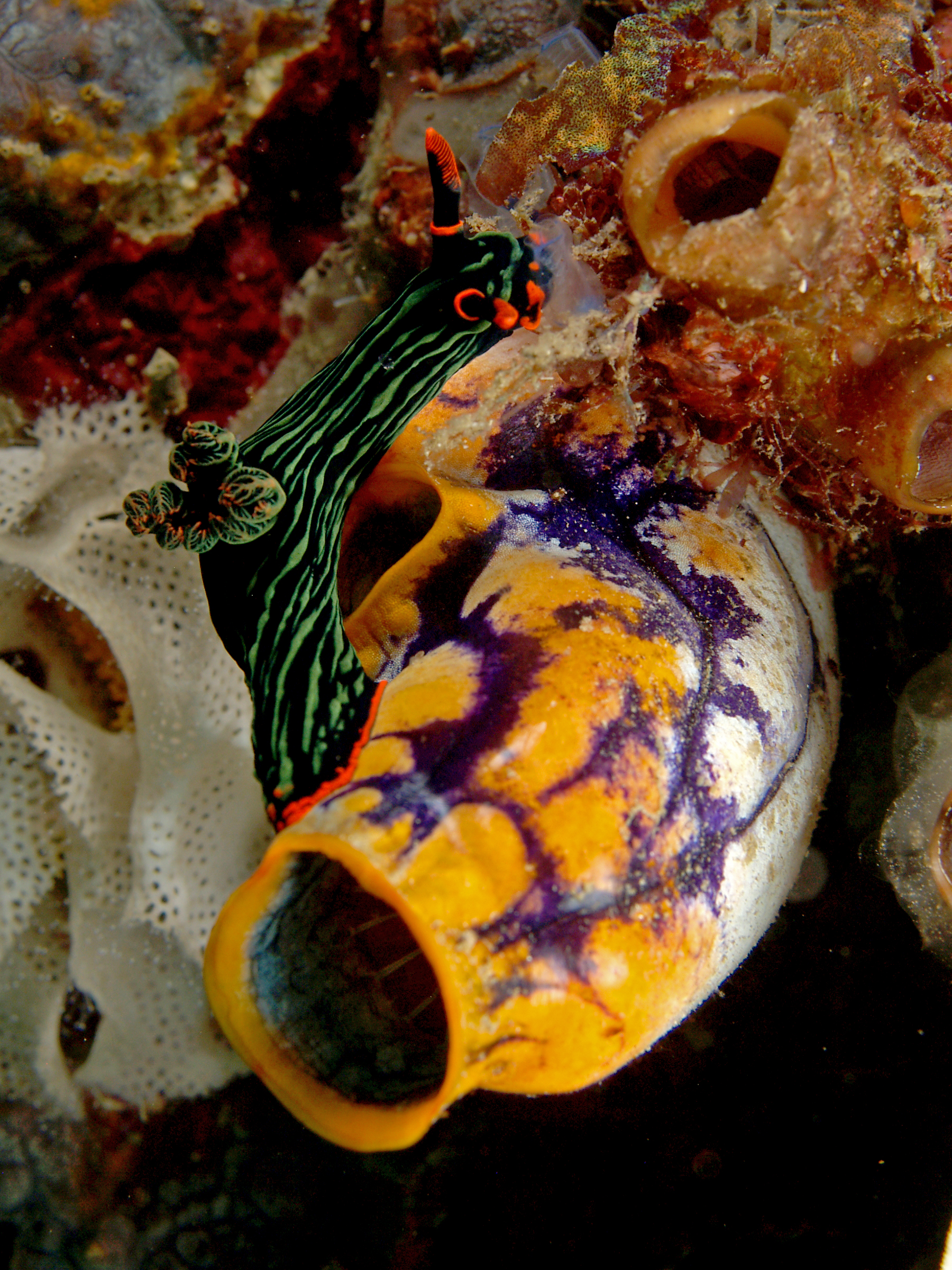
Nembrotha kubaryana som livnär sig på sjöpung av arten Polycarpa aurata